# Naphtali Herz Günzburg

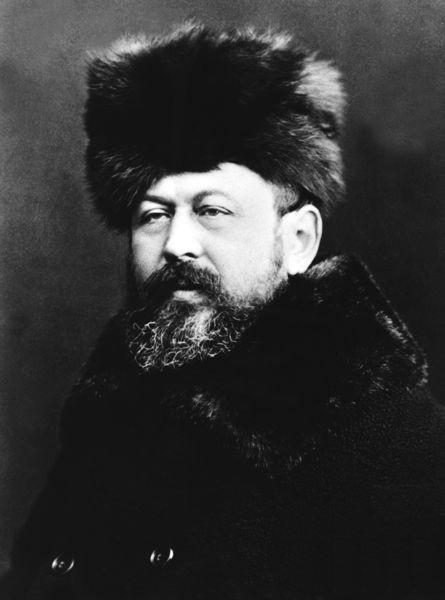
Naphtali Herz Günzburg

Naphtali Herz Günzburg, auch Horace Günzburg (* 8. Februar 1833 in Swenigorodka, Gouvernement Kiew, Russisches Kaiserreich; † 2. März 1909 in Sankt Petersburg) war ein russischer Bankier und ein Mitglied der jüdisch-russischen Händler- und Bankiersfamilie Günzburg.
Günzburg war Direktor der von seinem Vater Joseph Günzburg gegründeten Bank, einem der zentralen Finanzinstitute in Russland. Unter anderem managte er auch die Finanzgeschäfte von Großherzog Ludwig III. von Hessen und bei Rhein, der ihn zum Generalkonsul (1868–1872) des Großherzogtums Hessen in Russland ernannte. Dies war das einzige Mal, dass die russische Regierung der Ernennung eines Juden zustimmte.
Die russische Regierung ernannte Günzburg ihrerseits zum Staatsrat. Günzburg bemühte sich dank seiner Beziehungen zu Aristokratie und Behörden erfolgreich, die Lage der Juden in Russland zu verbessern. Er wurde 1870 vom Grossherzog von Hessen geadelt.
Die Günzburg-Bank stellte 1892 ihre Geschäftstätigkeit in Russland aufgrund einer Krise im russischen Kreditwesen ein.
Baron Günzburg, der bis 1892 Petersburger Ratsherr war, war u. a. auch Präsident der Petersburger jüdischen Gemeinde und der Gesellschaft für die Förderung der Kultur unter den Juden Russlands. Eine Auswanderung der Juden aus Russland lehnte er ab, und als Vorsitzender des russischen Komitees der Jewish Colonization Association drängte er darauf, dass die Gelder des Baron-Hirsch-Fonds zur Förderung von Landwirtschaft und Handwerk unter den Juden in Russland benutzt wurden. Folgerichtig gehörte er dem Vorstand der russischen Gründungsgruppe von ORT an.
Tochter Mathilde (1866–1917) heiratete 1888 Ludwig von Gutmann (1860–1900), einen Neffen von Wilhelm von Gutmann.